# No Meu Talento
"No Meu Talento" é uma canção da artista musical brasileira Anitta, presente no seu segundo álbum de estúdio Ritmo Perfeito (2014), lançado pela Warner Music. A canção foi escrita pela própria cantora, em parceria com os produtores e compositores Jefferson Junior e Umberto Tavares, que compuseram junto com ela a maioria de seus singles.
Em 26 de fevereiro de 2015, foi lançada uma segunda versão com a participação de MC Guimê com novos trechos escritos pelo próprio. Essa versão foi lançada como quarto e último single do álbum Ritmo Perfeito.

## Formatos e faixas
- Download digital

1. "No Meu Talento" (participação especial de MC Guimê) - 2:58

- CD single[2]

1. "No Meu Talento" - 2:45
2. "No Meu Talento" (participação especial de MC Guimê) - 2:58

## Versão com MC Guimê
"No Meu Talento" é uma canção da artista musical brasileira Anitta, com a participação do cantor compatriota MC Guimê, com novos versos escritos pelo próprio e lançada em 26 de fevereiro de 2015 como quarto e ultimo single do seu segundo álbum de estúdio Ritmo Perfeito (2014).

### Vídeo musical
O clipe teve sua estreia no dia 26 de fevereiro de 2015 no programa Top TVZ do canal Multishow, e logo após foi lançado no canal oficial da cantora no YouTube. No vídeo, dirigido por Alex Miranda e Raul Machado, Anitta interpreta uma stripper, onde sensualiza no pole dance e no palco, MC Guimê também realiza participação no clipe, onde ela e outras dançarinas ficam o seduzindo, no final aparece o seu par romântico do clipe de "Ritmo Perfeito" e a flagra, depois sai sem gostar nada ao descobrir que ela é uma stripper.

### Desempenho nas tabelas musicais

#### Tabelas semanais
| Tabela musical (2015)                                  | Melhor posição |
| ------------------------------------------------------ | -------------- |
| Brasil (Billboard Brasil Hot 100 Airplay)              | 14             |
| Brasil (Billboard Brasil Regional Salvador Hot Songs)  | 2              |
| Brasil (Billboard Brasil Regional São Paulo Hot Songs) | 2              |

#### Tabelas musicais de final de ano
| Tabela musical (2015)                     | Melhor posição |
| ----------------------------------------- | -------------- |
| Brasil (Billboard Brasil Hot 100 Airplay) | 85             |

### Histórico de lançamento
| Região | Data                    | Formato(s) |
| ------ | ----------------------- | ---------- |
| Brasil | 26 de fevereiro de 2015 | Airplay    |

### Prêmios e indicações
| Ano  | Premiação               | Categoria    | Resultado |
| ---- | ----------------------- | ------------ | --------- |
| 2015 | Prêmio Jovem Brasileiro | Clipe do Ano | Indicado  |